# Effoc Ehinting
Pour les articles homonymes, voir Effoc.
Effoc Ehinting est un village du Sénégal situé en Basse-Casamance, à proximité de la frontière avec la Guinée-Bissau. Il fait partie de la communauté rurale de Santhiaba Manjacque, dans l'arrondissement de Kabrousse, le département d'Oussouye et la région de Ziguinchor.
Lors du dernier recensement (2002), la localité comptait 293 habitants et 41 ménages.